# Ökenhare
Ökenhare (Lepus tibetanus) är en däggdjursart i nordvästra Kina som beskrevs av Waterhouse 1841. Lepus tibetanus ingår i släktet harar och familjen harar och kaniner. IUCN kategoriserar arten globalt som livskraftig.
Artepitet tibetanus i det vetenskapliga namnet är latin för "relaterad till Tibet".

## Utseende
Arten når en kroppslängd (inklusive svans) av 40 till 48 cm. Vikten varierar mellan 1,6 och 2,5 kg. Djurets sommarpäls är på ovansidan sandfärgad till gulaktig och den kan på vissa ställen ha en svart skugga. Däremot har undersidan en blek gulvit färg. För vintern blir pälsen tjockare och mera gråaktig på ryggen samt vitaktig på extremiteternas utsida. De stora öronen har en svartbrun spets och dessutom är den korta svansen svartbrun. I de områden där båda arter förekommer kan ökenharen lätt förväxlas med ullig hare (Lepus oiostolus). Ökenharen liknar även Lepus tolai men den senare har några rödaktiga strimmor på kroppen och tydlig gråa länder.

## Utbredning och habitat
Förutom Kina förekommer haren i angränsande regioner av Mongoliet, Afghanistan och Pakistan. Habitatet är öknar, halvöknar och stäpper som mer eller mindre är täckta av gräs eller buskar.

## Ekologi
Individerna är främst aktiva mellan skymningen och gryningen men kan vara dagaktiv vid molnigt väder. Utanför parningstiden lever hanar och honor ensam. Liksom några andra hardjur trummar de vid fara med fötterna på marken för att varna varandra. Individerna delar reviret vanligen med artfränder eller med andra hardjur men de har ingen närmare kontakt med varandra. Ökenharen äter rötter, kvistar, frön, bär och andra växtdelar. Vanliga växter i utbredningsområdet tillhör släktet fetmållor (Atriplex). De är rika på salt som måste förarbetas av harens mag- tarmsystem och njurar.
Arten skapar inga underjordiska bon. Den vilar vanligen i en grop i marken och pälsen utgör ett bra kamouflage. Dessutom kan ökenharen springa med en hastighet upp till 72 km/h. Den jagas bland annat av ugglor, av rovfåglar och av rävar.
Ökenharen har flera parningstider under året beroende på utbredning och tillgång till föda. Vid början av parningstiden smörjer hanarna sin päls och andra objekt som stenar och buskar med sekretet från en körtel som ligger vid hakan. Dessutom lämnar de urin och avföring vid flera ställen i reviret. Ibland strider hanar mot varandra om rätten att para sig. De boxar med sina händer och sparkar med sina fötter. Honor föder en till tio ungar per kull men oftast föds bara upp till tre ungar. Dräktigheten varar ungefär 50 dagar och en nyfödd unge väger cirka 118 g. Den har redan päls och öppna ögon. Ungarna diar sin mor bara en gång per dag för upp till fem minuter. Cirka 17 till 23 dagar efter födelsen slutar honan helt med digivning. Individerna av båda kön blir tidigast könsmogna efter ett år. Många ungar dör innan de är ett år gammal och vissa ökenharar lever fem år i naturen.

## Taxonomi
Fram till 1930-talet betraktades ökenharen som art. Senare studier ifrågasatte denna taxonomi och vissa zoologer (bland annat Ellerman & Morrison-Scott, 1955) listade ökenharen som underart till kapharen. En undersökning av Qui (1989) visade att skillnaderna mellan ökenharen, kapharen och Lepus tolai är markanta. Därför listas ökenharen av Mammal Species of the World och IUCN fortfarande som art. Inte helt klarlagd är relationen mellan ullig hare och ökenhare.

### Underarter
Arten delas in i följande underarter:
- L. t. tibetanus
- L. t. centrasiaticus
- L. t. craspedotis
- L. t. pamirensis
- L. t. stoliczkanus